# Trifolium acaule
Trifolium acaule – gatunek roślin z rodziny bobowatych (Fabaceae). Występuje w Afryce w Kenii i Etiopii, gdzie rośnie w niskich murawach i szczelinach skał na obszarach górskich – od 2500 do 4150 m  n.p.m.

## Morfologia
Roślina zielna o korzeniu palowym. Ma nagie, krótkie, płożące i skupione w gęste kępki łodygi, korzeniące się w węzłach. Nasady pędów okryte są uschniętymi liśćmi i przylistkami.